# Били Бом
«Били Бом» — второй студийный альбом российской певицы Марины Хлебниковой, выпущенный в 1996 году на лейбле PolyGram Russia. Большинство песен для альбома написали Марина Хлебникова и Максим Катков.

## Отзывы и признание
| Оценки критиков | Оценки критиков |
| Источник        | Оценка          |
| --------------- | --------------- |
| Живой звук      | [ 2 ]           |

Рецензент газеты «Живой звук» поставил альбому три звезды из пяти и написал: «Рецепт текущего сезона — смесь стиляжного рок-н-ролла, чего-нибудь этакого латинского и ещё кокетливого „псевдотехно“ поверх того же старого, как ресторан „Сказка“, мотивчика. И это неплохо — если население не в силах сменить мотивчик, то пусть хоть погремит маракасами. Особенно хорошо у ялтинской лауреатши и гнесинской выпускницы получается что-то такое дерзко-бодро-капризное. На этом бы и стоять, но продюсер Катков захотел угодить всем. Отсюда кроме пустых, но броских, „бомов“, „били бомов“ и „марин-кукарин“ в альбоме время от времени встречается какая-то невнятная лирика, которая сразу отбрасывает слушателя лет на пять назад. А жаль — попсой надо торговать один сезон, как модной тряпкой. Пытаться же быть разнообразным в этом жанре поздно. И всё же лучший хит Марины Хлебниковой — небезызвестная всероссийская мантра: „Европа плю-ю-ссс…“».

## Список композиций
1. «Били Бом» (Леонид Сергеев, Максим Катков) — 3:36
2. «Случайная любовь» (Герман Витке, Марина Хлебникова, Максим Катков) — 4:18
3. «Марина Кукарина (Эй, малыш, отстань)» (Максим Катков) — 3:08
4. «Жёлтый песок» (Марина Хлебникова, Максим Катков) — 3:10
5. «Считалочка» (Марина Хлебникова, Максим Катков) — 3:30
6. «Ночной полёт» (Марина Хлебникова, Максим Катков) — 3:50
7. «Не оставляй меня одну (Волчья песня)» (Марина Хлебникова, Максим Катков) — 4:00
8. «Бом (Люблю танцевать)» (Леонид Сергеев, Максим Катков) — 3:43
9. «Кто ты такой?» (Максим Катков) — 2:55
10. «Рай в шалаше» (Дмитрий Чижов) — 2:53
11. «Унесённые листья любви» (Марина Хлебникова, Максим Катков) — 3:36
12. «Разбитое сердце» (Марина Хлебникова, Максим Катков) — 4:30

## Участники записи
- Аранжировка — Максим Катков
- Бэк-вокал — Вадим Устинов, Валерий Панков, Лариса Панкова, Пётр Антонов
- Вокал — Марина Хлебникова
- Гитара — Виктор Розенштейн
- Запись вокала — Владимир Капцов
- Запись, сведение — Валерий Таманов
- Продюсер — Алексей Савельев
- Саунд продюсер — Антон Логинов

Все данные взяты из аннотации к альбому.

## Видеоклипы
- 1992 — «Рай в шалаше»[4]
- 1996 — «Не оставляй меня одну (Волчья песня)» (реж. Михаил Макаренков)[5]
- 1996 — «Жёлтый песок» (реж. Александр Алёшников)[6]